# Ludwig Ortiz
Ludwig Manuel Ortíz Flores, 23 de fevereiro de 1976 é um judoca da Venezuela.

## Prêmios
- Prata nos Jogos Pan-Americanos de 1999
- Prata nos Jogos Pan-Americanos de 2003
- Bronze nos Jogos Pan-Americanos de 2007 [1]